# Вазописец Антимена

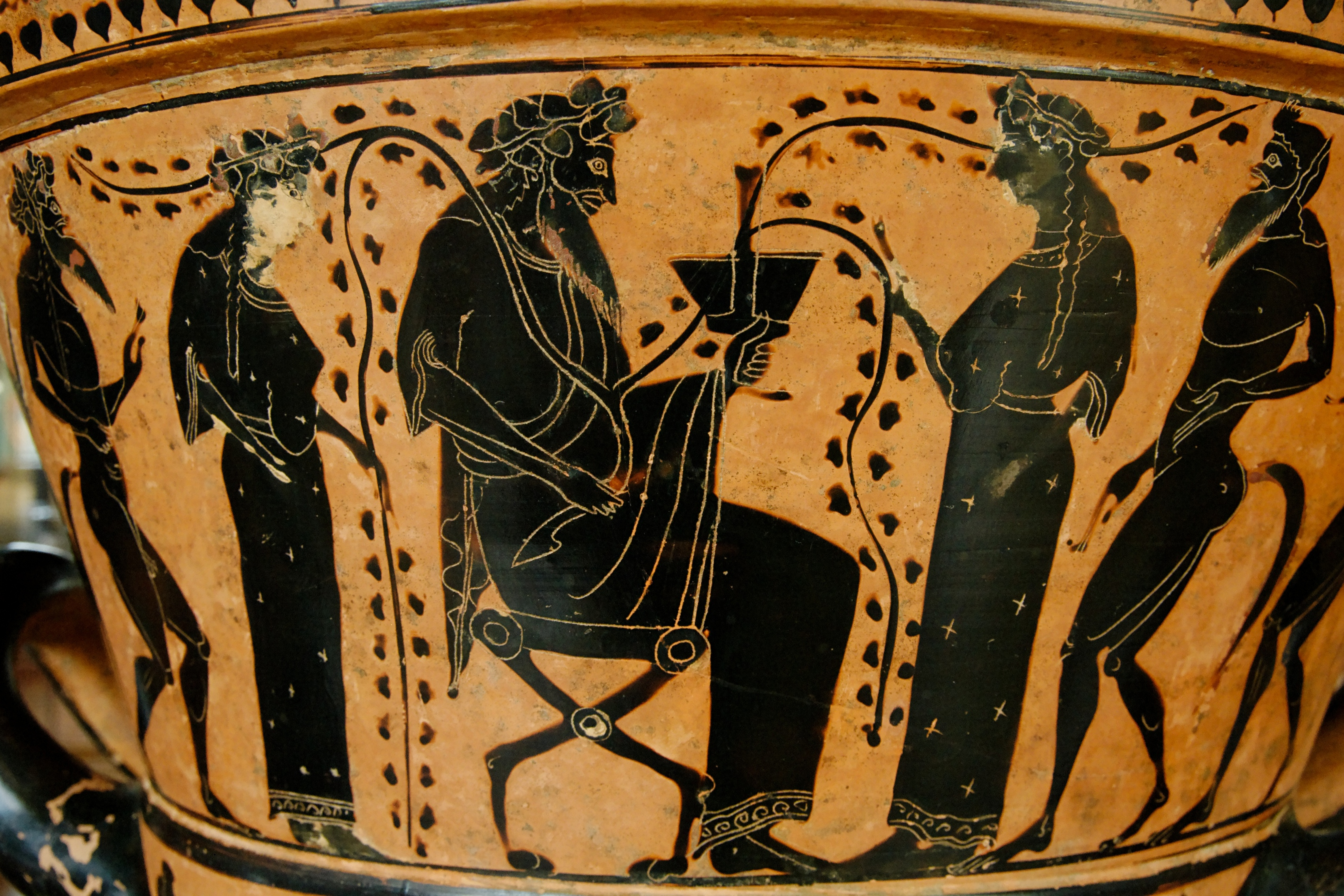
Дионис и его фиас. Росьпись верхнего яруса аттического чернофигурного кратера-псиктера. Вазописец Антимена. Между 525 и 500 гг. до н. э. Музей Лувра.

Вазописец Антимена — вазописец из Древних Афин, работавший в чернофигурном стиле около 530—510 гг. до н. э. Работал в период, когда многие вазописцы переходили на краснофигурный стиль.

## Происхождение имени
Как и у большинства античных вазописцев, реальное имя вазописца Антимена не сохранилось. Сохранилось около 150 ваз, большинство из них амфоры и гидрии. На гидрии из Национального музея древностей в Лейдене сохранилась надпись "Αντιμένης Καλός" («красавчик Антимен»), по которой и было дано условное наименование данного художника.

## Стиль
Вазописец Антимена был одним из самых плодовитых вазописцев позднего чернофигурного стиля своего времени. Заметно влияние краснофигурного стиля. Примеры из более поздних работ вазописца поражают выразительным качеством изображения.

## Композиция
Вазописец изображал известные для своего времени сюжеты: приключения Геракла, Диониса и его спутников и сцены с колесницами.
В основном, он разрабатывает уже найденные его предшественниками решения, но создает при этом свои оригинальные произведения. Интересно его внимательное отношение к изображению природы. Он первым из вазописцев стремится создать целостную пейзажную среду, в которую вписаны фигуры его героев.
Примерами могут служить Лейденская гидрия и изображение оливкового урожая на амфоре в Британском музее.

## Влияние
Близким к вазописцу Антимена был  вазописец Псиакс, который отличался большим вкусом к различным экспериментам. Псиакс расписывал вазы разных форм. Особое место в его творчестве занимали «малые вазы». Он известен и как мастер, работавший в двух техниках, причём в обоих — с одинаково высоким уровнем мастерства.
Работы мастера Антимена и Псиакса, в свою очередь, оказали значительное влияние на произведения таких вазописцев как мастер Рик-рофт и мастер Приама. Мастер Приама продолжил линию мастера Антимена в создании целостного образа природы и дошел почти до перспективных построений.